# Joseph Bavaria
 (septembre 2023).
Pour les articles homonymes, voir Bavaria.
Joseph E. Bavaria, M.D., FACS, FRCS, (né en 1957) est un chirurgien cardiothoracique américain, professeur de chirurgie à l'Université de Pennsylvanie et directeur de son programme de chirurgie de l'aorte thoracique. Bavaria est reconnu comme une figure de premier plan dans les essais cliniques de remplacement de valve aortique basé sur un cathéter (TAVR) et les procédures d'endoprothèse aortique (TEVAR). Il a rédigé plus de 600 articles de recherche et a lancé le programme de chirurgie aortique de Penn. Bavaria a été le 52e président de la Société des chirurgiens thoraciques (SCT) de 2016 à 2017, le 3e président de la Fondation de chirurgie thoracique (FCT) (2019-2022), le président du comité directeur du registre Société des chirurgiens thoraciques/ACC TVT (2017-2020) et conseiller international de l'Association européenne de chirurgie cardio-thoracique (EACTS) (2021-2024),,. Bavaria a réalisé plus de 9 000 interventions chirurgicales au cours de sa carrière,,.

## Biographie
Bavaria est née en 1957 à Little Rock, dans l'Arkansas. Sa mère s'appelle Elizabeth "Janee" Swank. Son père, Edward Bavaria, a travaillé en tant que pilote pour l'United States Air Force jusqu'à ce qu'il commence à travailler pour General Electric en 1962. Bavaria a fréquenté une école maternelle à Cincinnati jusqu'à la troisième année. Ensuite, sa famille a déménagé d'abord à Dallas, au Texas, puis à Bonn, en Allemagne, où ils ont vécu de 1967 à 1970. En Allemagne, son père a travaillé pour l'ambassade grâce à un partenariat public-privé entre General Electric et la Luftwaffe allemande. Bavaria a fréquenté l'American School on the Rhine. En 1970, son père a été promu chef de la division des moteurs chez General Electric et la famille a déménagé à Paris avant de retourner à Cincinnati quatre ans plus tard, en 1974. Bavaria est diplômé de l'Indian Hill High School. Il a fréquenté l'Université Tulane en tant qu'étudiant de premier cycle et a passé une année en tant qu'étudiant d'échange à Édimbourg, en Écosse. Il est diplômé avec distinction de l'Université Tulane en 1979 avec un diplôme en génie chimique, puis a été admis à l'École de médecine de l'Université Tulane. Pendant ses années à la Faculté de médecine de Tulane, il a effectué un stage en chirurgie cardiaque et thoracique à Cincinnati. Il a obtenu son diplôme de la Faculté de médecine de Tulane et s'est vu décerner le "Gold Scalpel Award". En juillet 1983, il a commencé sa résidence en tant que chirurgien à l'Hôpital de l'Université de Pennsylvanie,.

### Carrière
Bavaria a achevé sa résidence à HUP en 1992 et a commencé à travailler en tant que professeur adjoint en chirurgie thoracique et cardiovasculaire à l'Université de Pennsylvanie jusqu'en 2004, date à laquelle il a été nommé professeur titulaire Brooke Roberts–William Maul Measey en chirurgie.
Pendant ses années d'enseignement à Penn, Bavaria a rédigé plus de 600 articles de recherche et a été rédacteur associé aux Annals of Thoracic Surgery.
Bavaria occupe le poste d'investigateur principal à Penn, supervisant les essais continus de valves aortiques transcathéter. Il joue un rôle important au sein d'un groupe dynamique de recherche clinique cardio-aortique, agissant en tant qu'investigateur principal pour plus de 20 essais de phases I, II et III parrainés par l'industrie et approuvés par la FDA. Il est également activement impliqué dans des projets de recherche en cours financés par les NIH.

## Vie privée
Pendant la deuxième année de sa résidence en chirurgie à l'Hôpital de l'Université de Pennsylvanie, Bavaria avait rencontré Kimberly Franco, une psychologue scolaire. Ils se sont mariés quatre ans plus tard. Bavaria et Franco ont deux enfants, Melanie et Edward,.